# 香川県藤井中学・高等学校
香川県藤井中学・高等学校（かがわけんふじいちゅうがく・こうとうがっこう）は、香川県丸亀市新浜町一丁目にある私立中学校・高等学校。
藤井学園理事長は藤井睦子。
校長は前田邦欣。
姉妹校に寒川高等学校（さんがわこうとうがっこう）がある。

## 沿革
- 大正13年（1924年） - 藤井和市が丸亀女子教員養成学校を開校。
- 大正14年（1925年）4月 - 藤井高等女学校、開校[1]。
- 大正15年（1926年） - 藤井女子商業学校、開校。
- 昭和22年（1947年） - 香川県藤井中学校、併設[2]。
- 昭和23年（1948年） - 学制改革に伴い、香川県藤井高等学校に改称。
- 昭和41年（1966年） - 中学校を休校[2]。
- 昭和42年（1967年） - 普通科男子部、設置。
- 昭和59年（1984年） - 中学校を再開[2]。
- 平成13年（2001年） - 旧校長の復職を巡り、理事長と生徒会の対立が激化。これに一部教員と生徒が巻き込まれる形で異例となる授業のボイコットが発生する。
- 平成15年（2003年） - 創立80周年記念式典、挙行。
- 平成25年（2013年） - 創立90周年。
- 令和3年（2021年） - 創立100周年に向けて高等学校の制服がリニューアルされる。
- 令和5年（2023年） - 創立100周年。

## 制服
- 中学校の制服は、コシノヒロコブランドで、アグレッシブな色・柄を組み合わせ、知性と品位を持ちながらも躍動感溢れる独創的な制服。冬服は男女とも袖丈が3cm伸ばせるサイズアップ機能と消臭・抗菌機能つき。夏場でもウォッシャブル機能のおかげで毎日清潔で快適に過ごせる。
- 高等学校の新制服（2021年変更）は、「凛とした」をキーワードに考案された知的でスタイリッシュなデザインを採用し、女子リボン、男子ネクタイは各コースごとに色を変えている。
  - 高校普通科ユリーカコース : 濃紺
  - 高校普通科グローバルコース : エンジ
  - 高校普通科特別進学コース : 茶
  - 高校商業科 : サックス（青にグレーの混ざった色）

## 設置形態
- 中学校
- 高等学校 全日制課程
  - 普通科
  - 商業科

## 教育
- コース
  - 中学校：高校ユリーカコースと連携。他高校進学を目指す生徒もいる。
  - 高校普通科ユリーカコース：主に難関大学現役進学を目指す。
  - 高校普通科特別進学コース：主に大学進学を目指す。
  - 高校普通科グローバルコース：主に就職を目指す。
  - 高校商業科ビジネスコース：実社会での即戦力を目指す。
  - 高校商業科情報処理コース：プログラミング技術習得を目指す。

## 交通
- 四国旅客鉄道予讃線、丸亀駅。丸亀駅からは西へ約0.5km、徒歩5分。
- スクールバスあり。